# Llista de colibrís
Aquesta és una llista d'espècies descrites de colibrís.
| Nom comú                     | Nom binomial                 |
| ---------------------------- | ---------------------------- |
|                              | Selasphorus sasin            |
|                              | Amazilia amazilia            |
|                              | Calliphlox amethystina       |
|                              | Lampornis amethystinus       |
|                              | Heliangelus amethysticollis  |
|                              | Agyrtria franciae            |
| Colibrí de la Puna           | Oreotrochilus estella        |
| Colibrí d'Anna               | Calypte anna                 |
|                              | Orthorhyncus cristatus       |
|                              | Anthracothorax dominicus     |
|                              | Agyrtria cyanocephala        |
|                              | Calliphlox evelynae          |
|                              | Threnetes ruckeri            |
|                              | Oxypogon guerinii            |
| Colibrí noble                | Oreonympha nobilis           |
|                              | Calothorax pulcher           |
| Colibrí de Helen             | Mellisuga helenae            |
|                              | Saucerottia beryllina        |
|                              | Coeligena prunellei          |
|                              | Florisuga fuscus             |
|                              | Metallura phoebe             |
|                              | Ramphomicron dorsale         |
|                              | Eupherusa nigriventris       |
|                              | Popelairia langsdorffi       |
|                              | Trochilus scitulus           |
|                              | Oreotrochilus melanogaster   |
|                              | Eriocnemis nigrivestis       |
|                              | Archilochus alexandri        |
|                              | Lophornis helenae            |
|                              | Heliothryx aurita            |
|                              | Aglaeactis pamela            |
| Colibrí cuallarg gros        | Lesbia victoriae             |
|                              | Eriocnemis derbyi            |
|                              | Heliodoxa schreibersii       |
|                              | Phaethornis atrimentalis     |
|                              | Anthracothorax nigricollis   |
|                              | Anthocephala floriceps       |
|                              | Eupherusa cyanophrys         |
|                              | Eriocnemis glaucopoides      |
|                              | Polyerata amabilis           |
|                              | Chlorostilbon notatus        |
|                              | Doryfera johannae            |
|                              | Cyanophaia bicolor           |
|                              | Hylocharis grayi             |
|                              | Chalcostigma stanleyi        |
|                              | Chlorostilbon mellisugus     |
|                              | Saucerottia cyanura          |
|                              | Hylocharis eliciae           |
|                              | Lampornis clemenciae         |
|                              | Coeligena helianthea         |
|                              | Heliomaster furcifer         |
| Colibrí de cua de fulla      | Ocreatus underwoodii         |
|                              | Clytolaema rubricauda        |
|                              | Cynanthus latirostris        |
| Colibrí cuaample             | Selasphorus platycercus      |
|                              | Anopetia gounellei           |
|                              | Polyonymus caroli            |
|                              | Threnetes (niger) loehkeni   |
|                              | Chalybura urochrysia         |
|                              | Chalcostigma heteropogon     |
|                              | Glaucis aenea                |
|                              | Coeligena coeligena          |
|                              | Coeligena wilsoni            |
|                              | Colibri delphinae            |
|                              | Phaethornis subochraceus     |
|                              | Amazilia yucatanensis        |
|                              | Campylopterus duidae         |
|                              | Boissonneaua flavescens      |
|                              | Eutoxeres condamini          |
|                              | Haplophaedia assimilis       |
|                              | Coeligena lutetiae           |
|                              | Leucippus fallax             |
|                              | Atthis heloisa               |
|                              | Stellula calliope            |
|                              | Chlorostilbon canivetii      |
|                              | Polyerata decora             |
|                              | Amazilia castaneiventris     |
|                              | Boissonneaua matthewsii      |
|                              | Eulidia yarrellii            |
|                              | Oreotrochilus chimborazo     |
|                              | Chlorostilbon olivaresi      |
|                              | Amazilia rutila              |
|                              | Phaethornis nattereri        |
|                              | Coeligena torquata           |
|                              | Eriocnemis mirabilis         |
|                              | Saucerottia tobaci           |
|                              | Saucerottia cupreicauda      |
|                              | Chlorostilbon russatus       |
|                              | Metallura theresiae          |
|                              | Popelairia letitiae          |
|                              | Eriocnemis cupreoventris     |
|                              | Elvira cupreiceps            |
|                              | Eriocnemis sapphiropygia     |
|                              | Calypte costae               |
|                              | Chlorostilbon forficatus     |
|                              | Topaza pella                 |
|                              | Chlorostilbon ricordii       |
|                              | Lophornis gouldii            |
|                              | Cynanthus sordidus           |
|                              | Phaethornis squalidus        |
|                              | Phlogophilus hemileucurus    |
|                              | Eriocnemis alinae            |
|                              | Abeillia abeillei            |
|                              | Heliodoxa imperatrix         |
|                              | Chaetocercus berlepschi      |
|                              | Heliodoxa rubinoides         |
|                              | Lophornis chalybeus          |
|                              | Topaza pyra                  |
|                              | Avocettula recurvirostris    |
|                              | Panterpe insignis            |
|                              | Metallura eupogon            |
|                              | Thalurania furcata           |
|                              | Lophornis magnificus         |
|                              | Chlorostilbon assimilis      |
|                              | Lamprolaima rhami            |
| Colibrí gegant               | Patagona gigas               |
|                              | Hylocharis chrysura          |
|                              | Chlorostilbon aureoventris   |
|                              | Polyerata fimbriata          |
|                              | Eriocnemis vestitus          |
|                              | Selasphorus ardens           |
|                              | Coeligena eos                |
|                              | Coeligena bonapartei         |
|                              | Eriocnemis mosquera          |
|                              | Chlorostilbon auriceps       |
|                              | Chrysuronia oenone           |
|                              | Eriocnemis isabellae         |
|                              | Heliangelus strophianus      |
|                              | Chaetocercus heliodor        |
|                              | Coeligena inca               |
|                              | Heliodoxa aurescens          |
|                              | Taphrolesbia griseiventris   |
|                              | Campylopterus largipennis    |
|                              | Phaethornis griseogularis    |
|                              | Lampornis cinereicauda       |
|                              | Pterophanes cyanopterus      |
|                              | Phaethornis malaris          |
|                              | Phaethornis guy              |
|                              | Anthracothorax viridis       |
|                              | Discosura conversii          |
|                              | Colibri thalassinus          |
|                              | Leucippus viridicauda        |
|                              | Sephanoides sephaniodes      |
|                              | Saucerottia viridigaster     |
|                              | Anthracothorax prevostii     |
|                              | Lampornis sybillae           |
|                              | Heliodoxa jacula             |
|                              | Thalurania fannyi            |
|                              | Agyrtria viridifrons         |
|                              | Doryfera ludovicae           |
|                              | Oreotrochilus stolzmanni     |
|                              | Haplophaedia aureliae        |
|                              | Chlorostilbon alice          |
|                              | Polytmus theresiae           |
| Colibrí cuallarg petit       | Lesbia nuna                  |
|                              | Eulampis holosericeus        |
|                              | Anthracothorax viridigula    |
|                              | Lampornis viridipallens      |
|                              | Chlorostilbon swainsonii     |
|                              | Haplophaedia lugens          |
|                              | Polyerata luciae             |
|                              | Augastes lumachella          |
|                              | Glaucis dohrnii              |
|                              | Heliactin bilophus           |
|                              | Augastes scutatus            |
|                              | Saucerottia cyanifrons       |
|                              | Anthracothorax mango         |
|                              | Sephanoides fernandensis     |
|                              | Phaethornis koepckeae        |
|                              | Campylopterus falcatus       |
|                              | Phaethornis longuemareus     |
|                              | Heliangelus micrastur        |
|                              | Chaetocercus bombus          |
|                              | Amazilia alticola            |
|                              | Phaethornis longirostris     |
|                              | Heliomaster longirostris     |
|                              | Phaethornis superciliosus    |
|                              | Campylopterus excellens      |
| Silf de King                 | Aglaiocercus kingi           |
|                              | Thalurania watertonii        |
|                              | Heliangelus clarisse         |
|                              | Calothorax lucifer           |
|                              | Calliphlox bryantae          |
|                              | Eugenes fulgens              |
|                              | Polyerata boucardi           |
|                              | Leucippus hypostictus        |
|                              | Phaethornis maranhaoensis    |
|                              | Loddigesia mirabilis         |
|                              | Doricha eliza                |
|                              | Thalurania ridgwayi          |
|                              | Phaethornis idaliae          |
|                              | Opisthoprora euryptera       |
|                              | Lafresnaya lafresnayi        |
|                              | Campylopterus villaviscensio |
|                              | Chlorostilbon stenurus       |
|                              | Metallura odomae             |
|                              | Phaethornis philippii        |
|                              | Rhodopis vesper              |
|                              | Chalcostigma olivaceum       |
|                              | Leucippus chlorocercus       |
|                              | Heliangelus mavors           |
|                              | Phaethornis anthophilus      |
|                              | Threnetes (niger) leucurus   |
|                              | Lophornis pavoninus          |
|                              | Metallura iracunda           |
|                              | Phlogophilus harterti        |
|                              | Thaumastura cora             |
|                              | Heliodoxa gularis            |
|                              | Agyrtria leucogaster         |
|                              | Heliomaster constantii       |
|                              | Phaethornis pretrei          |
|                              | Stephanoxis lalandi          |
|                              | Chlorostilbon maugaeus       |
|                              | Aglaeactis aliciae           |
|                              | Ramphomicron microrhynchum   |
|                              | Urosticte benjamini          |
|                              | Polyerata rosenbergi         |
|                              | Myrtis fanny                 |
|                              | Heliothryx barroti           |
| Colibrí gorjamorat del Carib | Eulampis jugularis           |
|                              | Lampornis calolaema          |
|                              | Heliangelus viola            |
|                              | Calliphlox mitchellii        |
|                              | Discosura longicauda         |
|                              | Coeligena iris               |
|                              | Chalcostigma herrani         |
|                              | Trochilus polytmus           |
|                              | Phaethornis ruber            |
|                              | Sappho sparganura            |
|                              | Agyrtria rondoniae           |
|                              | Heliangelus regalis          |
| Colibrí gorja-robí           | Archilochus colubris         |
|                              | Chrysolampis mosquitus       |
|                              | Selasphorus rufus            |
|                              | Campylopterus rufus          |
|                              | Glaucis hirsuta              |
|                              | Campylopterus hyperythrus    |
|                              | Chalcostigma ruficeps        |
|                              | Goethalsia bella             |
|                              | Lophornis delattrei          |
|                              | Chaetocercus jourdanii       |
|                              | Amazilia tzacatl             |
|                              | Hylocharis sapphirina        |
|                              | Urosticte ruficrissa         |
|                              | Heliodoxa branickii          |
|                              | Campylopterus phainopeplus   |
|                              | Chaetocercus astreans        |
|                              | Lepidopyga lilliae           |
|                              | Polyerata lactea             |
|                              | Lepidopyga coeruleogularis   |
|                              | Eriocnemis luciani           |
|                              | Ramphodon naevius            |
|                              | Metallura aeneocauda         |
|                              | Phaethornis eurynome         |
|                              | Phaeochroa cuvierii          |
|                              | Selasphorus scintilla        |
| Colibrí de cua de tisora     | Hylonympha macrocerca        |
|                              | Aglaeactis cupripennis       |
|                              | Lepidopyga goudoti           |
|                              | Lophornis brachylophus       |
|                              | Chlorostilbon poortmani      |
|                              | Myrmia micrura               |
|                              | Doricha enicura              |
|                              | Microstilbon burmeisteri     |
|                              | Microchera albocoronata      |
|                              | Saucerottia edward           |
|                              | Campylopterus cirrochloris   |
|                              | Threnetes niger              |
|                              | Phaethornis augusti          |
|                              | Lophornis stictolophus       |
|                              | Colibri coruscans            |
|                              | Tilmatura dupontii           |
|                              | Adelomyia melanogenys        |
|                              | Leucippus taczanowskii       |
|                              | Saucerottia saucerrottei     |
|                              | Phaethornis bourcieri        |
|                              | Phaethornis rupurumii        |
|                              | Heliomaster squamosus        |
|                              | Eupherusa eximia             |
|                              | Phaethornis striigularis     |
|                              | Eupetomena macroura          |
| Colibrí bec d'espasa*        | Enisfera enisfera            |
|                              | Phaethornis syrmatophorus    |
|                              | Polytmus milleri             |
|                              | Androdon aequatorialis       |
|                              | Heliangelus exortis          |
|                              | Lophornis ornatus            |
|                              | Leucippus baeri              |
|                              | Eriocnemis godini            |
|                              | Metallura tyrianthina        |
|                              | Heliodoxa xanthogonys        |
|                              | Boissonneaua jardini         |
|                              | Aglaiocercus berlepschi      |
|                              | Anthracothorax veraguensis   |
|                              | Agyrtria versicolor          |
|                              | Mellisuga minima             |
|                              | Campylopterus hemileucurus   |
|                              | Damophila julie              |
|                              | Goldmania violiceps          |
|                              | Thalurania glaucopis         |
|                              | Sternoclyta cyanopectus      |
|                              | Agyrtria violiceps           |
|                              | Thalurania colombica         |
|                              | Heliodoxa leadbeateri        |
|                              | Klais guimeti                |
|                              | Aglaiocercus coelestis       |
|                              | Metallura baroni             |
|                              | Coeligena violifer           |
|                              | Metallura williami           |
|                              | Selasphorus flammula         |
|                              | Augastes geoffroyi           |
|                              | Oreotrochilus adela          |
|                              | Campylopterus curvipennis    |
|                              | Phaethornis hispidus         |
|                              | Agyrtria candida             |
|                              | Leucippus chionogaster       |
|                              | Lampornis hemileucus         |
|                              | Chaetocercus mulsant         |
|                              | Phaethornis stuarti          |
|                              | Agyrtria brevirostris        |
|                              | Hylocharis cyanus            |
|                              | Lophornis adorabilis         |
|                              | Hylocharis leucotis          |
| Colibrí nucablanc            | Florisuga mellivora          |
|                              | Oreotrochilus leucopleurus   |
|                              | Elvira chionura              |
|                              | Polytmus guainumbi           |
|                              | Urochroa bougueri            |
|                              | Eupherusa poliocerca         |
|                              | Campylopterus ensipennis     |
|                              | Coeligena phalerata          |
| Colibrí gorjablanc           | Leucochloris albicollis      |
|                              | Lampornis castaneoventris    |
|                              | Eutoxeres aquila             |
|                              | Aglaeactis castelnaudii      |
|                              | Chalybura buffonii           |
|                              | Colibri serrirostris         |
|                              | Phaethornis yaruqui          |
|                              | Atthis ellioti               |
|                              | Popelairia popelairii        |
|                              | Hylocharis xantusii          |

## Nota
- Tots els noms comuns dels ocells sense marcar amb un asterisc estan extrets de TERMCAT.cat.